# Веа, Джордж (1987)
Джордж Веа-младший (англ. George Weah Junior; 27 августа 1987, Монровия, Либерия) — либерийский и американский футболист, нападающий. Сын президента Либерии Джорджа Веа.

## Биография
Родился 27 августа 1987 года в столице Либерии Монровии, но вырос в США. Его отцом был футболист, будущий игрок сборной Либерии и обладатель «Золотого мяча» Джордж Веа. В 2017 году Джордж Веа-старший был избран президентом Либерии, одержав победу во втором туре. Мать — Клэр Дункан-Веа родом с Ямайки. Также у него есть родные сестра Марта и брат Тимоти — также ставший футболистом. Игрок сборной США.

### Клубная карьера
Воспитанник «Милана». После ухода из команды выступал за ряд клубов низших лиг Швейцарии. Зимой 2012 года подписал контракт с болгарским клубом «Калиакра», в составе которого дебютировал 11 марта в матче чемпионата Болгарии против ЦСКА (София), выйдя на замену на 75-й минуте вместо Цветана Филипова. Позже вернулся в Швейцарию, где выступал за фарм-клуб «Лозанны», но вскоре покинул команду. С 2013 по 2015 год находился без клуба, пока весной 2015 года не подписал контракт с «Пари Сен-Жермен». За фарм-клуб ПСЖ сыграл 2 матча в четвёртой французской лиге, но в основную команду не приглашался. После также выступал за фарм-клуб «Тура». В 2017 году вновь вернулся в Швейцарию.

### Карьера в сборной
В начале карьеры сыграл несколько товарищеских матчей за молодёжную сборную США. В июне 2015 года был вызван в сборную Либерии на матч со сборной Того, однако на поле не вышел.